# Пізня Шу
Пізня Шу (кит. трад.: 後蜀; піньїнь: Hòu Shǔ) — держава, що існувала після припинення династії Тан та розпаду Китаю. Її володарі правили на півдні Китаю у період п'яти династій та десяти держав.
Після припинення у 907 році династії Тан на півдні утворилося декілька держав, засновниками яких були військові намісники (цзєдуши). Одним з таких держав стала Рання Шу. Втім вже у 934 році колишній танський військовик Мен Чжісян захопив частину території Шу й утворив державу Пізня Шу. Воно охоплювало територію сучасної провінції Сичуань. Столицею стало місто Ченду. Економічний стан був доволі сприятливим. Тут діяла система двох податків танського імператора Де-цзуна. Також скарбниця попонювалося за рахунок продажу чаю. Тут були найбільші та найліпші чайні плантації в Китаї. Крім того, значний зиск давали великі соляні копальні.
Втім, 965 року ця держава була захоплена військами династії Сун.

## Культура
У державі продовжували розвиватися літературні традиції, започатковані ще за династії Тан. Відомою поетесою цього періоду була дружина володаря держави Мень Чана — Сюй. Багато робилося для збереження конфуціанства та даосизму, надавалися можливості буддизму. У 942 році було завершено багаторічну працю зі складання бібліотеки конфуціанських творів в обсязі 130 томів. Вони були записані на дерев'яних табличках. Одними з перших були надруковані книги з даосизму. Значних успіхів досягло книгодрукування.

## Правителі
| № | рід          | ім'я                 | Роки життя | Роки правління | Девіз                                                            | Примітки              | Храмове ім'я | Посмертне ім'я                                              |
| - | ------------ | -------------------- | ---------- | -------------- | ---------------------------------------------------------------- | --------------------- | ------------ | ----------------------------------------------------------- |
| 1 | Мень 孟 Mèng | Цзісян 知祥 Zhīxíang | 874—934    | 934            | Міньде 明德 Míngdé                                               | Засновник Пізньої Шу. | 高祖         | 文武聖德英烈明孝皇帝 Emperor Wénwǔ Shèngdé Yīngliè Míngxiào |
| 2 | Мень 孟 Mèng | Чан 昶 Chǎng         | 919—965    | 934—965        | Міньде (934–938) 明德 Míngdé Гуанчжень (938–965) 廣政 Guǎngzhèng | Син Цзісяна.          | 後主         | 楚恭孝王 Gongxiao of Chu                                    |